# イオン紋別店
イオン紋別店（イオンもんべつてん）は、北海道紋別市花園町に所在するイオン北海道運営の総合スーパー（GMS）である。

## 概要
紋別市街地中心部に位置する、日本最北のイオン店舗となっている。

## 沿革
- 1980年（昭和55年）2月4日：ファミリーデパートローズタウン（紋別ローズタウン）として開業[1][5]。
- 1992年（平成4年）3月1日：北海道ニチイとホクホーの統合統合に伴い[6]、「ニチイ紋別店」に改称。
- 1996年（平成8年）10月：「紋別サティ」に業態転換[7]。
- 2002年（平成14年）5月：商号変更に伴い、「ポスフール紋別店」に改称[8]。
- 2011年（平成23年）3月1日：屋号変更に伴い、「イオン紋別店」に改称[9]。
- 2019年（令和元年）8月30日 : イオン北海道が紋別市と「協働のまちづくり」に関する包括連携協定を締結[10]。
- 2023年（令和5年）
  - 6月14日：直営売場の変更やセリアの面積拡大などが行われ、リニューアルオープン[11]。
  - 7月1日：ネットスーパー「ネットで楽宅便」の配送拠点を開設。これにより、紋別市内への配送時間が最短3時間へ大幅に短縮化され、総菜・生鮮食品の品揃えが拡充される[12]。

## フロアとテナント

### フロア概要
核店舗のイオン紋別店と13の専門店で構成される。
| 階  | フロア概要                                     |
| --- | ---------------------------------------------- |
| R階 | 屋上駐車場                                     |
| 2階 | 衣料品・住まいと暮らし・専門店のフロア         |
| 1階 | 食料品・衣料品・住まいと暮らし・専門店のフロア |

### 主なテナント
1階
- ふたば亭（とんかつ）
- サーティワンアイスクリーム（アイス）
- 宝くじチャンスセンター（宝くじ）

2階
- アヴェニュー（婦人衣料）
- セリア（100円ショップ）
- クイックカットBB（美容室）
- キッズパーク（ゲームコーナー）

※テナント情報は2022年5月時点
営業時間および出店テナント全店の一覧詳細情報は公式サイト「専門店・フロアガイド」を、ATMを設置している金融機関の詳細は公式サイトを参照。

## アクセス
バス
- 最寄りのバス停留所として「イオン紋別店北口停留所」「イオン紋別店西口停留所」（北紋バス）がある。
- 紋別バスターミナル（旧紋別駅）から路線バス乗車3分。